# Ernest Hébrard
Ernest Hébrard (* 11. September 1875 in Paris; † 1933 ebenda) war ein französischer Stadtplaner, Architekt und Archäologe. Er entwarf nach dem großen Brand von 1917 den neuen Stadtplan für Thessaloniki und war als Stadtplaner von Hanoi tätig.

## Leben

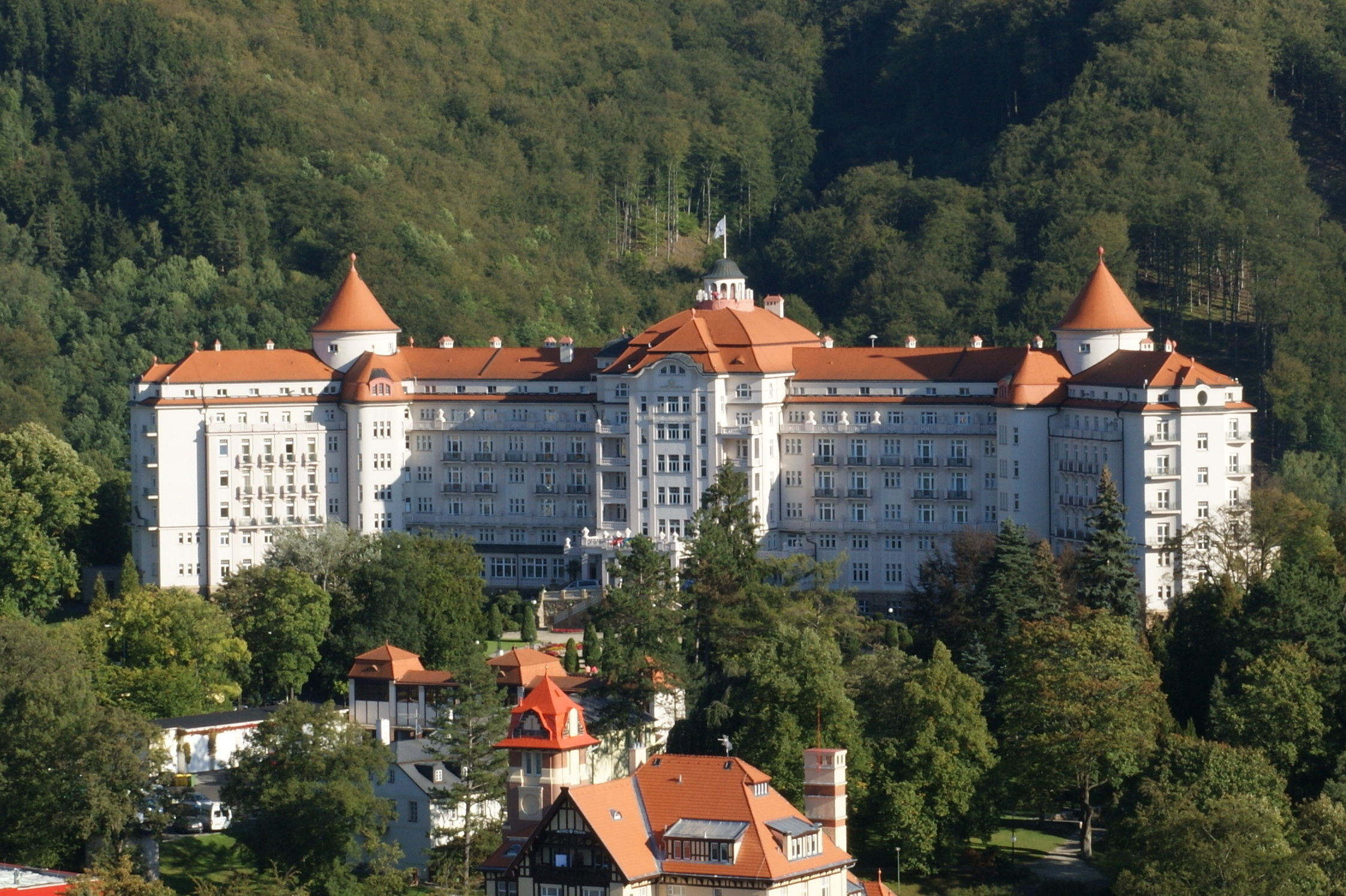
Hotel Imperial in Karlsbad

Hébrard studierte an der École nationale supérieure des beaux-arts de Paris und arbeitete anschließend im archäologischen Dienst der multinationalen Army of the Orient der Entente. 1917 befand er sich in Thessaloniki, als der große Brand ausbrach. Aufgrund seiner Qualifikation wurde er anschließend mit der Stadtplanung betraut, 1918 wurde er als Professor für Architektur an die Universität Athen berufen. Hébrard wandte sich in Athen von historistischen Formen ab und wurde zu einem Befürworter der Moderne, zu seinen Schülern gehörten der Funktionalist Thoukikidis Valentis und Konstantinos Biris. 1921 nahm Hébrard ein Angebot des französischen Staates an, als Stadtplaner in Französisch-Indochina zu arbeiten, wo er mehrere Gebäude entwarf, unter anderem das Nationalmuseum. 1927 kehrte er jedoch nach Griechenland zurück. Er nahm eine Stelle als Berater für öffentliche Bauten des griechischen Erziehungsministeriums in Athen an. Im Ruhestand kehrte er, gesundheitlich angeschlagen, nach Paris zurück, wo er starb.

## Projekte

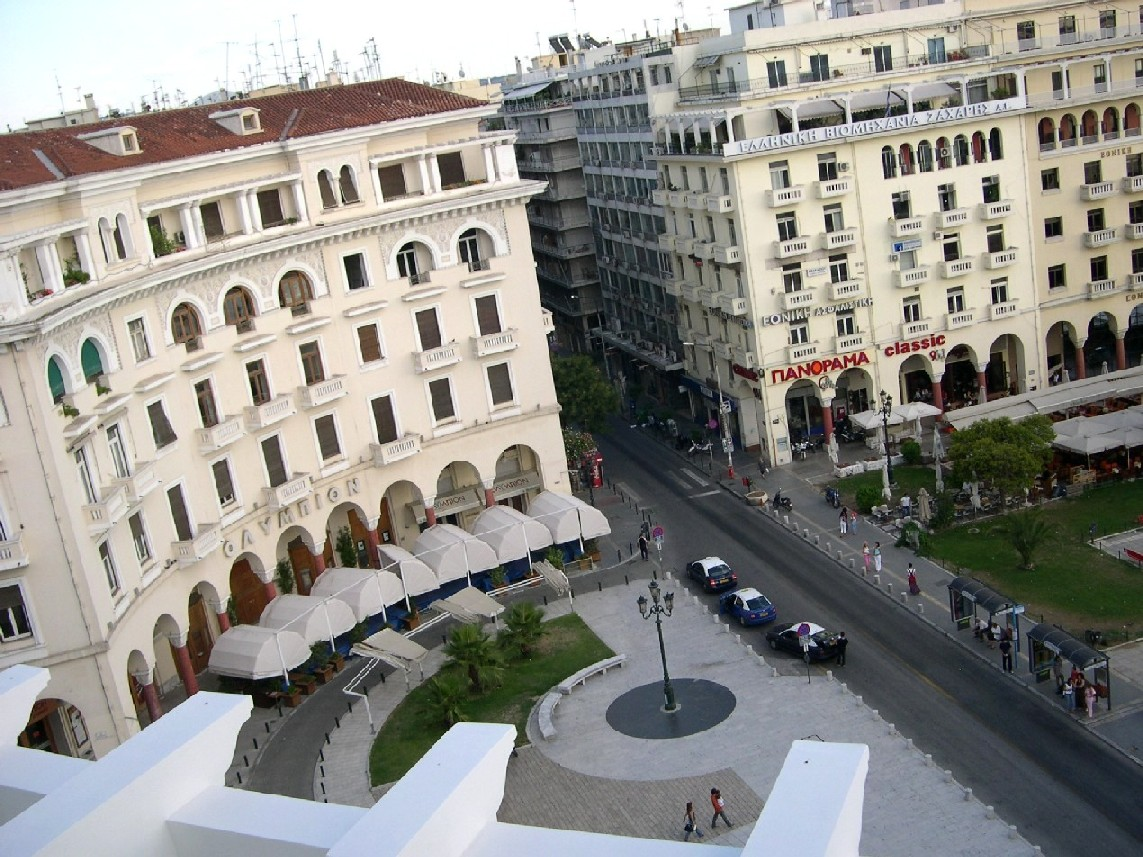
Die Platia Aristotelous als Teil der Stadtplanung von Thessaloniki

- Rekonstruktion des Diokletians-Palastes in Split (1912)
- Hotel Imperial in Karlsbad (1910–1912)[6], unter Denkmalschutz ÚSKP-Nr. 10838/4-5034[7]
- Stadtplanung Thessaloniki (nach 1917)
- Stadtplanung Hanoi (nach 1921)
- Stadtplanung Casablanca
- Stadtplanung Athen (nicht ausgeführt)
- Nationalmuseum zur Geschichte Vietnams in Hanoi, urspr. französische Louis-Finot-Schule (1932)
- Haupt-Finanzverwaltung in Hanoi, jetzt Außenministerium
- National-Universität von Vietnam, urspr. Universität von Indochina in Hanoi
- römisch-katholische Märtyrerkirche in Hanoi